# Kocaoğlu, Yerköy
Kocaoğlu là một xã thuộc huyện Yerköy, tỉnh Yozgat, Thổ Nhĩ Kỳ. Dân số thời điểm năm 2010 là 68 người.